# Liste der Gouverneure von North Carolina

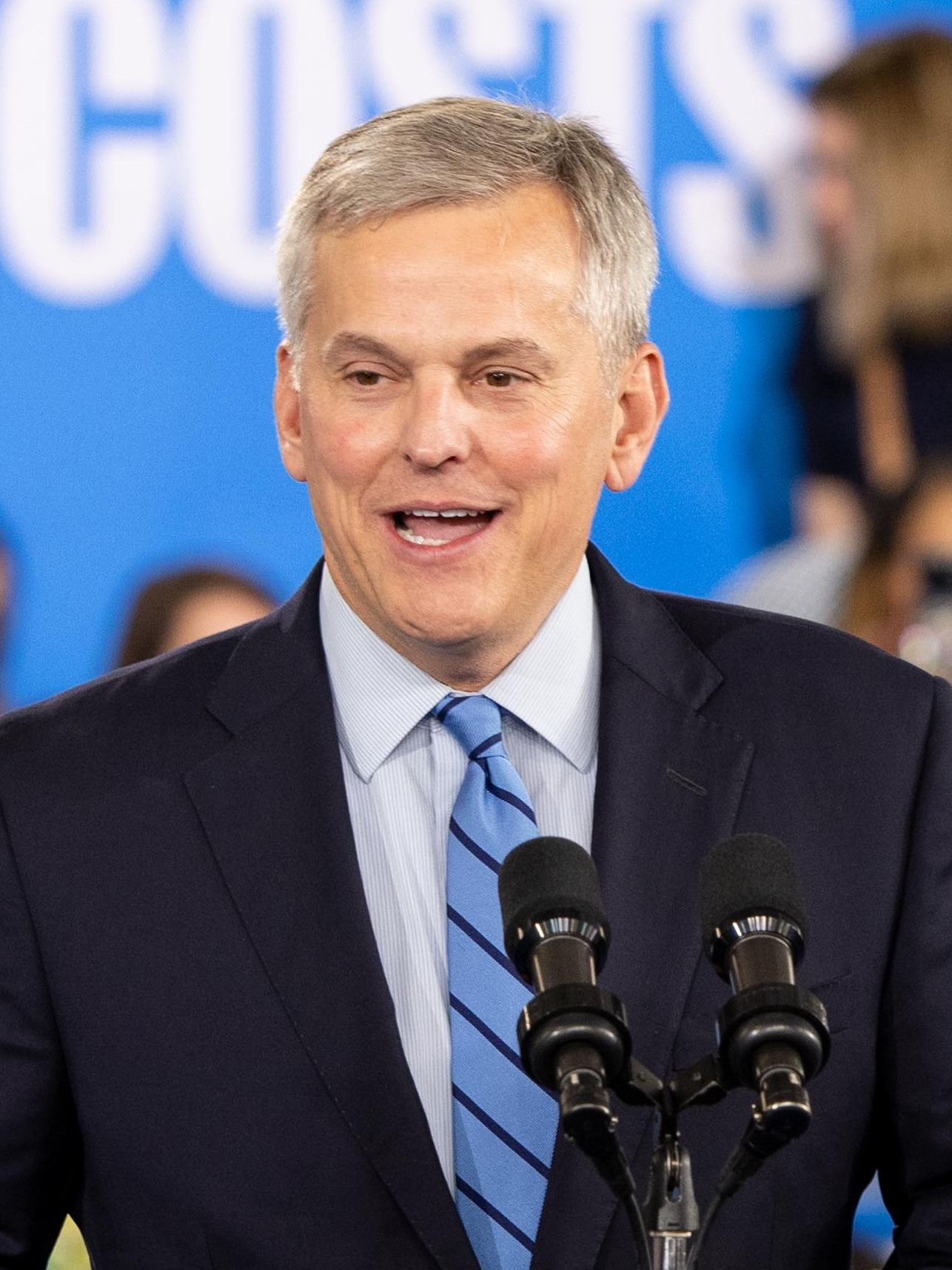
Josh Stein, der derzeitige Gouverneur von North Carolina

Diese Liste führt alle Gouverneure des US-Bundesstaates North Carolina auf.

## North Carolina
| Name             | Amtszeit  | Partei |
| ---------------- | --------- | ------ |
| Richard Caswell  | 1776–1780 |        |
| Abner Nash       | 1780–1781 |        |
| Thomas Burke     | 1781–1782 |        |
| Alexander Martin | 1782–1784 |        |
| Richard Caswell  | 1784–1787 |        |
| Samuel Johnston  | 1787–1789 |        |

## Bundesstaat North Carolina
| Name                              | Amtszeit  | Partei                 |
| --------------------------------- | --------- | ---------------------- |
| Alexander Martin                  | 1789–1792 | Democratic Republican  |
| Richard Dobbs Spaight             | 1792–1795 | Democratic Republican  |
| Samuel Ashe                       | 1795–1798 | Democratic Republican  |
| William Richardson Davie          | 1798–1799 | Föderalistische Partei |
| Benjamin Williams                 | 1799–1802 | Democratic Republican  |
| James Turner                      | 1802–1805 | Democratic Republican  |
| Nathaniel Alexander               | 1805–1807 | Democratic Republican  |
| Benjamin Williams                 | 1807–1808 | Democratic Republican  |
| David Stone                       | 1808–1810 | Democratic Republican  |
| Benjamin Smith                    | 1810–1811 | Democratic Republican  |
| William Hawkins                   | 1811–1814 | Democratic Republican  |
| William Miller                    | 1814–1817 | Democratic Republican  |
| John Branch                       | 1817–1820 | Democratic Republican  |
| Jesse Franklin                    | 1820–1821 | Democratic Republican  |
| Gabriel Holmes                    | 1821–1824 | Democratic Republican  |
| Hutchins Gordon Burton            | 1824–1827 | Democratic Republican  |
| James Iredell                     | 1827–1828 | Democratic Republican  |
| John Owen                         | 1828–1830 | Demokratische Partei   |
| Montfort Stokes                   | 1830–1832 | Demokratische Partei   |
| David Lowry Swain                 | 1832–1835 | Whig Party             |
| Richard Dobbs Spaight Jr.         | 1835–1836 | Demokratische Partei   |
| Edward Bishop Dudley              | 1836–1841 | Whig Party             |
| John Motley Morehead              | 1841–1845 | Whig Party             |
| William Alexander Graham          | 1845–1849 | Whig Party             |
| Charles Manly                     | 1849–1851 | Whig Party             |
| David Settle Reid                 | 1851–1854 | Demokratische Partei   |
| Warren Winslow                    | 1854–1855 | Demokratische Partei   |
| Thomas Bragg                      | 1855–1859 | Demokratische Partei   |
| John Willis Ellis                 | 1859–1861 | Demokratische Partei   |
| Henry Toole Clark                 | 1861–1862 | Whig Party             |
| Zebulon Baird Vance               | 1862–1865 | Whig Party             |
| William Woods Holden              | 1865–1865 |                        |
| Jonathan Worth                    | 1865–1868 | Conservative Party     |
| William Woods Holden              | 1868–1871 | Republikanische Partei |
| Tod Robinson Caldwell             | 1871–1874 | Republikanische Partei |
| Curtis Hooks Brogden              | 1874–1877 | Republikanische Partei |
| Zebulon Baird Vance               | 1877–1879 | Demokratische Partei   |
| Thomas Jordan Jarvis              | 1879–1885 | Demokratische Partei   |
| Alfred Moore Scales               | 1885–1889 | Demokratische Partei   |
| Daniel Gould Fowle                | 1889–1891 | Demokratische Partei   |
| Thomas Michael Holt               | 1891–1893 | Demokratische Partei   |
| Elias Carr                        | 1893–1897 | Demokratische Partei   |
| Daniel Lindsay Russell            | 1897–1901 | Republikanische Partei |
| Charles Brantley Aycock           | 1901–1905 | Demokratische Partei   |
| Robert Broadnax Glenn             | 1905–1909 | Demokratische Partei   |
| William Walton Kitchin            | 1909–1913 | Demokratische Partei   |
| Locke Craig                       | 1913–1917 | Demokratische Partei   |
| Thomas Walter Bickett             | 1917–1921 | Demokratische Partei   |
| Cameron A. Morrison               | 1921–1925 | Demokratische Partei   |
| Angus Wilton McLean               | 1925–1929 | Demokratische Partei   |
| Oliver Max Gardner                | 1929–1933 | Demokratische Partei   |
| John Christoph Blucher Ehringhaus | 1933–1937 | Demokratische Partei   |
| Clyde Roark Hoey                  | 1937–1941 | Demokratische Partei   |
| Joseph Melville Broughton         | 1941–1945 | Demokratische Partei   |
| Robert Gregg Cherry               | 1945–1949 | Demokratische Partei   |
| William Kerr Scott                | 1949–1953 | Demokratische Partei   |
| William Bradley Umstead           | 1953–1954 | Demokratische Partei   |
| Luther Hartwell Hodges            | 1954–1961 | Demokratische Partei   |
| James Terry Sanford               | 1961–1965 | Demokratische Partei   |
| Daniel Killian Moore              | 1965–1969 | Demokratische Partei   |
| Robert Walter Scott               | 1969–1973 | Demokratische Partei   |
| James Eubert Holshouser           | 1973–1977 | Demokratische Partei   |
| James Baxter Hunt                 | 1977–1985 | Demokratische Partei   |
| James Grubbs Martin               | 1985–1993 | Republikanische Partei |
| James Baxter Hunt                 | 1993–2001 | Demokratische Partei   |
| Michael Francis Easley            | 2001–2009 | Demokratische Partei   |
| Beverly Eaves Perdue              | 2009–2013 | Demokratische Partei   |
| Patrick Lloyd McCrory             | 2013–2017 | Republikanische Partei |
| Roy Asberry Cooper                | 2017–2025 | Demokratische Partei   |
| Josh Stein                        | 2025-     | Demokratische Partei   |